# Ćmielów
Ćmielów è un comune urbano-rurale polacco del distretto di Ostrowiec Świętokrzyski, nel voivodato della Santacroce.
Ricopre una superficie di 117,7 km² e nel 2004 contava 7 942 abitanti.
Famose le sue porcellane.